# Эскадренные миноносцы типа «Сольдати»
Эскадренные миноносцы типа «Сольдати» — эсминцы итальянского флота времён Второй мировой войны. Являлись дальнейшим развитием эсминцев типа «Ориани». Наиболее удачный и многочисленный тип итальянских эсминцев. Корабли были названы в честь различных воинских специальностей (Artigliere — артиллерист, Granatiere — гренадер и так далее). Строились двумя сериями: двенадцать кораблей были построены в 1938-39 годах, ещё семь были заказаны в 1940 году, но до сентября 1943 года в строй вступили только пять. Корпуса двух недостроенных эсминцев использовали как источник запчастей для ремонта поврежденных кораблей этого типа.
Во время войны было потеряно десять эсминцев этого класса, после войны три эсминца были переданы Франции, два — Советскому Союзу. Два эсминца вошли в состав флота послевоенной Италии.

## Конструкция и модификации
В 1936 году итальянский флот заказал первые 12 единиц как повторение эсминцев типа «Ориани». В ходе строительства в проект внесли ряд изменений: перешли на 120-мм/50 орудия модели 1936 г., изменили ЭУ, сделав её более экономичной и надежной при неизменной мощности. Кроме новых
орудий главного калибра, вооружение эсминцев дополнила 120-мм/15 гаубица, расположенная на возвышении между торпедными аппаратами и предназначенная для стрельбы осветительными снарядами. Было усилено зенитное вооружение за счёт увеличения числа 13,2-мм пулемётов до 12.
После всех этих изменений перегрузка составила порядка 200 тонн (с 1620 до 1830 тонн), но несмотря на это, «Сольдати» оказались самыми быстроходными среди итальянских эсминцев — в реальных условиях их скорость достигала 34-35 узлов.
На эсминцах типа «Сольдати» 2-й серии (на всех, кроме Velite) вместо гаубицы для осветительных снарядов была размещена одноствольная 120-мм/50 установка образца 1940 г.
В 1941—1942 годах на кораблях 1-й серии усилили зенитное и противолодочное вооружение, заменив 13,2-мм пулемёты на 20-мм/65 установки (4 × 2), число БМБ увеличили до 4. В это же время на эсминцах 1-й серии Сarabiniere, Ascari, Camicia Nera, Geniere и Lanciere «осветительная» гаубица была заменена на пятое 120-мм/50 орудие.
В 1943 году с эсминцев Сarabiniere, Granatiere, Legionaro, Fuciliere и Velite сняли кормовой ТА установив на его месте 37-мм/54 автоматы (2 × 1). На Fuciliere и Velite демонтировали «осветительную» гаубицу, причём на Velite вместо неё был размещён третий 37-мм/54 автомат. В этом же году на сохранившихся эсминцах число 20-мм автоматов было увеличено до 12-13.

## Список кораблей
1-я серия
| Эсминец                          | Бортовое обозначение | Верфь  | Спущен на воду | Начало службы | Конец службы |
| -------------------------------- | -------------------- | ------ | -------------- | ------------- | --- |
| Альпино (итал. Alpino)           | AP                   | CNR A  | 18.9.1938      | 20.4.1939     | потоплен 19.4.43 на мелководье в Специи авиацией союзников |
| Артильери (итал. Artiglieri)     | AR                   | OTO L  | 12.12.1937     | 14.11.1938    | потоплен 12.10.40 восточнее Мальты артиллерией и торпедами английских крейсеров York, Ajax и эсминцев                                                                                                   |
| Аскари (итал. Ascari)            | AI                   | OTO L  | 31.7.1938      | 6.5.1939      | подорвался на мине севернее мыса Бон |
| Авьере (итал. Aviere)            | AV                   | OTO L  | 19.9.1937      | 31.8.1938     | потоплен 17.12.42 севернее Бизерты двумя торпедами подводной лодки Splendid |
| Берсальере (итал. Bersagliere)   | BG                   | CNR P  | 3.7.1938       | 1.4.1939      | потоплен 7.1.43 в гавани Палермо американскими самолётами |
| Камича Нера (итал. Camicia Nera) | CN                   | OTO L  | 8.8.1937       | 30.6.1938     | Переименован 30.7.43 в Артильере. В 1949 году передан СССР по репарациям, переименован в Ловкий, позже использовался как корабль-цель ЦЛ-58 и корабль воздушного наблюдения КВН-11. Списан в 1960 году. |
| Карабинере (итал. Carabiniere)   | CB                   | CdT RT | 23.7.1938      | 20.12.1938    | интернирован на Балеарских островах после капитуляции Италии. 10.4.57 переклассифицирован во фрегат. Списан 18.1.65                                                                                     |
| Кораццьере (итал. Corazziere)    | CZ                   | OTO L  | 22.5.1938      | 4.3.1939      | затоплен в Генуе 9.9.43. Поднят немцами, потоплен союзной авиацией в Генуе 4.9.44 |
| Фучильере (итал. Fuciliere)      | FC                   | CNR A  | 31.7.1938      | 4.3.1939      | В 1950 году передан СССР по репарациям, переименован в Лёгкий, позже использовался как корабль-цель ЦЛ-57, списан в 1960 году                                                                           |
| Дженьере (итал. Geniere)         | GE                   | OTO L  | 27.2.1938      | 14.12.1938    | потоплен в гавани Палермо американской авиацией 1.3.43 |
| Гранатьере (итал. Granatiere)    | GN                   | CNR P  | 24.4.1938      | 1.2.1939      | переклассифицирован во фрегат 10.4.57. Списан 1.7.58 |
| Ланчиере (итал. Lanciere)        | LN                   | CdT RT | 18.12.1938     | 25.3.1939     | затонул в шторм 23.3.42 юго-восточнее Мальты |

2-я серия
| Эсминец                         | Бортовое обозначение | Верфь  | Спущен на воду | Начало службы | Конец службы |
| ------------------------------- | -------------------- | ------ | -------------- | ------------- | --- |
| Бомбардьере (итал. Bombardiere) | BR                   | CNR A  | 13.6.1938      | 19.9.1938     | потоплен 17.1.43 западнее Сицилии английской подводной лодкой United |
| Карриста (итал. Carrista)       | CR                   | OTO L  | -              | -             | захвачен немцами на стапеле, переименован в TA34. Позже разобран на металл |
| Корсаро (итал. Corsaro)         | CA                   | OTO L  | 16.11.1941     | 16.5.1942     | подорвался на минах северо-восточнее Бизерты 9.1 43 |
| Легьонаро (итал. Legionario)    | LG                   | OTO L  | 16.4.1941      | 1.3.1942      | Передан Франции по репарациям 15.8.48, переименован в Дюшаффоль (фр. Duchaffault). Списан в 1954 году.                                                                            |
| Митральере (итал. Mitragliere)  | MT                   | CNR A  | 28.9.1941      | 1.2.1941      | Интернирован на Балеарских островах после капитуляции Италии. Передан Франции по репарациям, переименован в Жюрьен де ла Гравьер (фр. Jurien de la Gravière). Списан в 1954 году. |
| Скуадриста (итал. Squadrista)   | SQ                   | OTO L  | 12.9.1942      | -             | переименован в Corsaro 31.7.43. Захвачен немцами в Ливорно 9.9.43, назван TA-33, отбуксирован в Геную. Потоплен 9.4.44 союзной авиацией                                           |
| Велите (итал. Velite)           | CB                   | CdT RT | 31.8.1941      | 31.8.1942     | Передан Франции по репарациям 24.7.48, переименован в Дюперре (фр. Duperré). Списан в 1961 году.                                                                                  |